# 中国2010年上海世界博览会朝鲜馆
中国2010年上海世界博览会朝鲜馆是2010年上海世博会上代表朝鲜民主主义人民共和国的展馆，位于世博园区A区。该馆为朝鲜首次参加世博会的场馆，其主题为“人民的乐园”。展厅外部以朝鲜国旗和千里马铜像作为装饰，内部则分为“今日的平壤”、“作为公园城市的平壤”、“拥有悠久历史的都市”、“我们人民的幸福生活”等4个部分。世博会开幕以来，朝鲜馆的游客日均达4万人次，是比较受欢迎的场馆之一。

## 筹备
是次为朝鲜首次参加世博会。朝鲜政府对此非常重视。为此，该国特别成立了世博会国家筹委会，对方案进行了多次遴选，其策划和筹备长达几年时间。该馆设计理念最初是平壤的城市开发。但后来，由于考虑到可能过于注重硬件，为配合上海世博会的主题“城市，让生活更美好”，该馆主题易为“人民的乐园”。

## 展馆

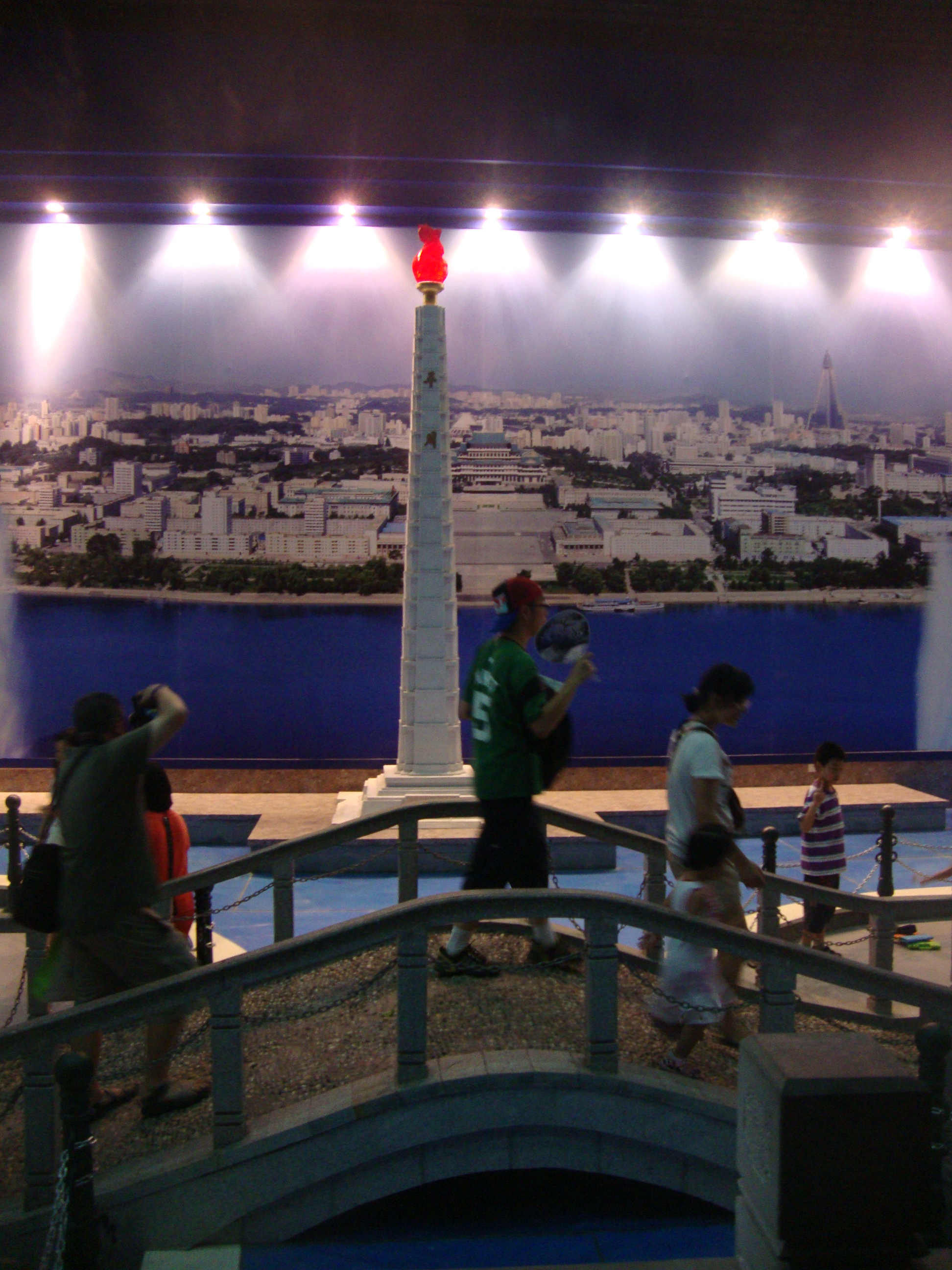
馆内的主体思想塔模型。

朝鲜馆外部以朝鲜国旗和千里马铜像作为装饰。其瓦片为斗拱、云柱、绿色，大门为棕色，凸显朝鲜建筑风格。展厅内部分为“今日的平壤”、“作为公园城市的平壤”、“拥有悠久历史的都市”、“我们人民的幸福生活”等4个部分。内部建有一4.5米高的主体思想塔模型，同时有一条河流穿过，象征朝鲜的大同江。主体思想塔的对面是朝鲜风格的凉亭和假山。在石洞中展示了朝鲜的世界文化遗产——药水里壁画古墓，墙上则是一幅玄武图。展馆中间的音乐喷泉中央有一尊白色雕像，该雕像展示了五个小孩手牵手围成了一个圆圈，而中间的两个男孩正放飞一只白鸽。
除了展出朝鲜著名艺术家创作的雕塑、造型物、图片外，朝鲜馆展厅里还放置了5台电视机，播放反映朝鲜人生活的影片。朝鲜馆出口处的橱窗展示了各种邮票、明信片和朝鲜馆印章。其邮票大多反映中朝友好关系，明信片上印有朝鲜风景名胜和代表性建筑。该馆印章图案是一匹绕着地球奔跑的飞马。据称为千里马，象征着朝鲜将走向更美好的生活。

## 禁忌
在朝鲜馆内禁止与工作人员合影或交换徽章。此外，在朝鲜馆里盖世博护照章时，韩国馆页不能盖朝鲜章。

## 反响
世博会开幕以来，朝鲜馆的游客日均达4万人次，是比较受欢迎的场馆之一。馆里的欧美游客比例尤其高。纪念品销售区是整个馆内最拥挤的地方。朝鲜的土特产品、朝鲜馆的各类徽章、《平壤画册》和《金日成传》等书籍均是游客热衷的商品。